# Kwak Dae-sung
Kwak Dae-sung, kor. 곽대성 (ur. 13 lutego 1973) – południowokoreański judoka. Srebrny medalista olimpijski z Atlanty.
Zawody w 1996 były jego jedynymi igrzyskami olimpijskimi. Zajął drugie miejsce w wadze lekkiej, do 71 kilogramów. W finale przegrał z Japończykiem Kenzo Nakamurą. Zdobył srebrny medal mistrzostw świata w 1995. W 1996 i 1997 zwyciężył w mistrzostwach Azji, a w 1995 był drugi. Wygrał igrzyska Azji Wschodniej w 1997, a także akademickie MŚ w 1994 roku.